# Зельково
Зельково (пол. Zielkowo, нім. Zielkau) — село в Польщі, у гміні Любава Ілавського повіту Вармінсько-Мазурського воєводства.
Населення — 302 особи (2011).
У 1975-1998 роках село належало до Ольштинського воєводства.

## Демографія
Демографічна структура станом на 31 березня 2011 року:
|          | Загалом | Допрацездатний вік | Працездатний вік | Постпрацездатний вік |
| -------- | ------- | ------------------ | ---------------- | -------------------- |
| Чоловіки | 141     | 39                 | 97               | 5                    |
| Жінки    | 161     | 45                 | 88               | 28                   |
| Разом    | 302     | 84                 | 185              | 33                   |